# ユーリー・ショミン
ユーリー・パヴロヴィチ・ショミン（ロシア語: Юрий Павлович Сёмин, 英語: Yuri Pavlovich Semin（または Syomin ）, 1947年5月11日 - ）は、ロシア・オレンブルク出身の元サッカー選手、現サッカー指導者である。現役時代のポジションはFW。

## 経歴
ショミンは1947年5月11日、オレンブルクで生まれた。彼の両親はオリョール出身である。幼少期は、サッカー、アイスホッケー、バレーボール、陸上競技に励んでいた。

### 選手時代
16歳の時、スパルタク・オリョールでデビュー。当時のポジションはミッドフィールダーとフォワード。1970年、FCディナモ・モスクワでUSSRカップの優勝に貢献。しかし、ショミンのキャリアの全盛期はここで終わってしまう。当時の監督との確執が表面化し、退団を余儀なくされ、その後は複数のクラブを転々とする。1980年、FCクバン・クラスノダールで現役を引退する。33歳での引退だった。

### 監督時代
1982年、FCクバン・クラスノダールで監督としてのキャリアをスタートさせる。1986年からFCロコモティフ・モスクワの監督に就任する。1990年にニュージーランドU-21代表を率いるため、一度は退任するが1991年に復帰。2度のリーグ優勝、4度のカップ戦優勝に貢献した。2005年にロシア代表を率いたが、チームを2006 FIFAワールドカップ本大会に導くことができず解任される。2007年にはロコモティフ・モスクワの会長としてチームに戻ったが、プレミアリーグ発足後最低の7位で終え、成績不振の責任を取り辞任。2008年からFCディナモ・キーウの監督に就任した。2008-2009シーズンは、UEFAカップの準決勝では、同国の最大ライバルであるFCシャフタール・ドネツクに敗れるものの、リーグ戦では2年ぶり13回目となる優勝を収めた。2009年5月26日、ラシード・ラヒモフ前監督の後任として、ロコモティフ・モスクワの監督に就任。2007年で会長を務めていた以来、2年ぶりの復帰となった。
2014-15シーズンはFCモルドヴィア・サランスクをリーグ8位と残留に導いた。2015年6月、FCアンジ・マハチカラ監督に就任。翌年8月26日、ロコモティフ・モスクワの指揮官として4度目の復帰を果たした。

## 所属クラブ
- スパルタク・オリョール 1964-1965
- FCスパルタク・モスクワ 1965-1967
- FCディナモ・モスクワ 1968-1971
- FCカイラト 1972-1973
- チカロヴェツ・ノヴォシビルスク 1974
- FCロコモティフ・モスクワ 1975-1977
- FCクバン・クラスノダール 1978-1980

## 指導歴
- FCクバン・クラスノダール 1982
- CSKAパミール・ドゥシャンベ 1983-1985
- FCロコモティフ・モスクワ 1986-1989
- U-21ニュージーランド代表 1991
- FCロコモティフ・モスクワ 1992-2005
- ロシア代表 2005
- FCディナモ・モスクワ 2005-2006
- FCディナモ・キーウ 2007-2009
- FCロコモティフ・モスクワ 2009-2010
- FCディナモ・キエフ 2010-2012
- ガバラFK 2013-2014
- FCモルドヴィア・サランスク 2014-2015
- FCアンジ・マハチカラ 2015
- FCロコモティフ・モスクワ 2016-2020
- FCロストフ 2021

## 獲得タイトル

### 選手時代
- FCディナモ・モスクワ
  - USSRカップ：1回（1970）

### 監督時代
- FCロコモティフ・モスクワ
  - ロシアサッカー・プレミアリーグ：3回 (2002, 2004, 2017-18)
  - ロシア・カップ：6回 (1996, 1997, 2000, 2001, 2017, 2019)
  - ロシア・スーパーカップ：3回 (2003, 2005, 2019)
  - CISカップ：1回 (2005)
- FCディナモ・キーウ
  - ウクライナ・プレミアリーグ：1回 (2008-2009)